# Nowy rozdział (album Kombi)
Nowy rozdział – trzeci studyjny album polskiego zespołu Kombi, nagrany w 1983, wydany w 1984 roku nakładem wytwórni Polskie Nagrania.

## O płycie
Płyta mocno elektroniczna, która dokumentowała ukształtowanie się rozpoznawalnego stylu zespołu opartego na dużej roli syntezatorów i instrumentów klawiszowych. Taką muzykę zespół w nowej odsłonie gra do dziś. Znalazło się na niej sześć piosenek z hitem „Słodkiego miłego życia” na czele oraz trzy utwory instrumentalne.
Klawiszowiec i lider Sławomir Łosowski wykorzystał po raz pierwszy komputer Commodore 64 z oprogramowaniem sekwencera MIDI, nowe syntezatory (Prophet-5, Multimoog) oraz automat perkusyjny Roland TR-808. Nowy perkusista, na miejsce Jana Pluty – Jerzy Piotrowski zagrał na elektronicznej perkusji Simmons SDS-V.
Był to też pierwszy album, który przyniósł zespołowi komercyjny sukces oraz pozwolił wystąpić na XXI KFPP w Opolu, gdzie zespół otrzymał nagrodę publiczności i wielokrotnie bisował.
Album został wydany w 1984 roku na płycie winylowej i kasecie magnetofonowej. W 2005 roku po raz pierwszy płyta została wydana na płycie CD, a w 30. rocznicę premiery albumu (listopad 2014) miała miejsce winylowa reedycja, wydana przezPolskie Nagrania. Na niemal całej pierwszej stronie okładki zostało umieszczone zdjęcie stojących czterech członków zespołu.
W magazynie „Perkusista” (7–8/2018) album znalazł się na 11. miejscu w rankingu „100 polskich płyt najważniejszych dla perkusistów”.

## Lista utworów
Strona A
1. „Cyfrowa gra” (muz. Sławomir Łosowski) – 3:45
2. „Nie poddawaj się” (muz. i sł. Waldemar Tkaczyk) – 3:15
3. „Nie ma zysku” (muz. i sł. Waldemar Tkaczyk) – 3:50
4. „Srebrny talizman” (muz. Grzegorz Skawiński) – 4:05
5. „Karty śmierci” (muz. Sławomir Łosowski – sł. Marek Dutkiewicz) – 3:50

Strona B
1. „Błękitny pejzaż” (muz. Sławomir Łosowski) – 5:45
2. „Słodkiego, miłego życia” (muz. Sławomir Łosowski – sł. Marek Dutkiewicz) – 4:45
3. „Jej wspomnienie” (muz. i sł. Grzegorz Skawiński) – 4:05
4. „Kochać Cię - za późno” (muz. Sławomir Łosowski – sł. Waldemar Tkaczyk) – 4:45

## Skład
- Sławomir Łosowski – instrumenty klawiszowe, programowanie syntezatorów i komputera perkusyjnego
- Grzegorz Skawiński – śpiew, gitara, syntezator gitarowy
- Waldemar Tkaczyk – gitara basowa, perkusja
- Jerzy Piotrowski – perkusja (Ścieżki A2, B2 i B4)

Reżyser nagrania: Witold Trenkler
Operator dźwięku: Halina Jastrzębska-Marciszewska